# Cima Rocciosa
La Cima Rocciosa (in tedesco Scheiberkogel - 3.133 m s.l.m.) è una montagna delle Alpi Passirie nelle Alpi Retiche orientali. Si trova sul confine tra l'Italia e l'Austria.

## Caratteristiche
La montagna fa parte del Crinale di Gurgle e si trova tra l'italiano Moso in Passiria e l'austriaco Sölden.